# Szuperpozíció
A szuperpozíció elve lineáris egyenletekkel leírható fizikai rendszerre vonatkozó általános elv. A klasszikus fizikában valamely fizikai mennyiségek független összegződésének elve. A szuperponálódó ok hatása olyan, mintha vektoriálisan összegeznénk a külön-külön ható kölcsönhatások hatását. A kvantummechanikában nem a fizikai mennyiségekre, hanem az állapotegyenlet által leírt általában komplex állapotfüggvényekre, azaz hullámfüggvényekre vonatkozik, amelyek összegének abszolútérték-négyzete adja meg az érintett fizikai mennyiségek esetén adott érték mérésének valószínűségét. 

## Aklasszikus mechanikában
A szuperpozíció elve érvényesül:
- a fizikai mezőkre
- az elmozdulásra
- az erőkre (nem relativisztikus esetben)
Ez utóbbit szokták néha Newton IV törvényként is emlegetni. E szerint ha egy testre több erő is hat, akkor a test pontosan úgy mozog, mintha a rá ható erők helyett, azok vektoriálisan vett összege ( az ún. eredő erő) hatna.

## A kvantummechanikában
A kvantummechanikában a szuperpozíció elve alapvető pozitív elvvé lép elő, amely a hullámfüggvényre vonatkozik. Tegyük fel, hogy egy a {\displaystyle \Psi _{1}(q)} állapotban levő fizikai rendszeren (pl. egy elektron, ahol q a koordinátákat jelöli) végzett mérés biztosan az 1 eredményre vezet, ha pedig a {\displaystyle \Psi _{2}(q)} állapotban van, akkor biztosan a 2 eredményre. Ekkor a {\displaystyle c_{1}\Psi _{1}+c_{2}\Psi _{1}} (ahol {\displaystyle c_{1}} és {\displaystyle c_{2}} tetszőleges konstansok) függvény olyan állapotot ír le, amelyben a mérés vagy az 1, vagy a 2 eredményre vezet.  A két lehetséges végeredmény relatív valószínűsége úgy aránylik egymáshoz, ahogy {\displaystyle c_{1}^{2}} és {\displaystyle c_{2}^{2}}.  Továbbá ha az egyes állapotok időfüggését is ismerjük, akkor ezek lineáris kombinációja szintén egy lehetséges időfüggését írja le az állapotnak. A szuperpozíció elvéből következik, hogy a hullámfüggvényre vonatkozó valamennyi állapotegyenlet lineáris {\displaystyle \Psi }-ben. 